# Mann Yadanarpon Airlines
Mann Yadanarpon Airlines is een particuliere binnenlandse Birmese luchtvaartmaatschappij gevestigd in Mandalay. De luchtvaartmaatschappij is eigendom van het bedrijf Mann Yadanarpon Airlines Co.Ltd. Het is de achtste luchtvaartmaatschappij in Myanmar. De andere zijn Air Mandalay, Air KBZ, GMA, Yangon Airways, Air Bagan en Asia Wings.

## Bestemmingen
De luchtvaartmaatschappij vliegt voornamelijk binnenlandse vluchten, maar de eerste internationale vlucht is binnenkort naar Chiang Mai, Thailand.

## Vloot
De Mann Yadanarpon Airlines 100% nieuwe vloot bestaat uit de volgende vliegtuigen:
| Toestel    | In dienst | Bestelling | Registratie   | Notities                                |
| ---------- | --------- | ---------- | ------------- | --------------------------------------- |
| ATR 72-600 | 2         | 1          | XY-AJO XY-AJP | geleverd op 28 januari en 1 april 2014. |

Het derde toestel zou geleverd gaan worden in november 2014.